# Projet Origine Serbe
La Société des généalogistes serbes est fondée le 1er octobre 2012. Elle est basée à Belgrade. En son sein est créé le Project DNK Serbe, qui a pour but d'établir les origines génétiques des Serbes via leurs Haplogroupes. Le projet est lié aux autres projets « haplogroupes » dans toute l'Europe et coopère avec la communauté scientifique, ainsi qu'avec l'Institut ethnographique de SANU du docteur Ivica Todorovic.

## Le Project DNK serbe
Le projet d'ADN serbe est mené par des passionnés rassemblés autour du Projet Origine Serbe pour recueillir des informations auprès de tous le Serbes en Serbie et dans le monde qui ont fait leur analyse de l'ADN-Y et de l'ADN-MT. Ils sont la référence serbe pour les résultats par haplogroupes.

## Mission du Projet
- Collection de documents sur l'origine du nom, l'origine des établissements et de leur population, sur les coutumes nationales et religieuses, sur la recherche génétique des individus ;
- Documenter et publier le matériel recueilli sous forme électronique et imprimée ;
- Nourrir et préserver l'identité culturelle et nationale, ainsi que promouvoir les réalisations les plus précieuses de l'histoire des individus, des personnes et de l'État ;
- Encourager l'utilisation de l'alphabet cyrillique dans la communication quotidienne, ainsi que la langue serbe, avec toutes ses caractéristiques dialectologiques locales ;
- Organiser des réunions éducatives, des consultations, des séminaires pour encourager et sensibiliser à l'importance de la collecte de données généalogiques et d'autres données connexes pertinentes à l'identité de l'individu et de la communauté ;
- Pour atteindre la coopération avec la communauté scientifique, ainsi qu'avec les institutions connexes de gouvernement et de caractère non-gouvernemental, dans le sens d'améliorer et de vulgariser les sujets généalogiques et ethnologiques dans le grand public.

Afin d'atteindre ses objectifs, la Société recueille et traite la littérature scientifique, religieuse, professionnelle et laïque; mène des entretiens avec des individus, gardiens et les transmetteurs des traditions populaires; recueille des documents photo et vidéo sur des personnalités, objets et domaines importants pour la recherche généalogique et autre.

## Liens Externes
- Друштво српских родословаца „Порекло“: About us
- Друштво српских родословаца „Порекло“ Impression
- liens vers le projet Serbian DNA project
- Y-DNA Haplogroup Predictor NEVGEN